# Cratere Bentong
Bentong  è un cratere sulla superficie di Marte.